# (sic)nesses
(sic)nesses es el cuarto DVD de la banda estadounidense de heavy metal Slipknot, publicado el 28 de septiembre de 2010 por la compañía discográfica Roadrunner Records. La publicación, que incluye dos discos, cuenta con una grabación de su actuación en el Download Festival 2009 y cuarenta y cinco minutos del detrás de escenas del documental, creada por el percusionista Shawn Crahan y los cuatro vídeos musicales de All Hope Is Gone.
Es el primer lanzamiento de la banda desde la muerte del ex bajista Paul Gray, y está dedicado en su memoria. El 22 de septiembre de 2010, (sic)nesses se estrenó en los cines seleccionados de los Estados Unidos. La entrada a las proyecciones era libre y además incluía regalos. El material recibió reseñas positivas de los críticos musicales; el sitio Artistdirect otorgó al álbum cinco estrellas de cinco, mientras que Blabbermouth.net le dio ocho y media de diez, además, calificaron favorablemente la portada utilizada para el DVD. Comercialmente, alcanzó el puesto número uno de las listas de DVD de Finlandia, los Estados Unidos y el Reino Unido, y recibió un disco de oro por la Recording Industry Association of America (RIAA).

## Grabación y producción
El DVD (sic)nesses fue grabado cuando Slipknot se presentó en el Download Festival frente a 80 000 espectadores, el 13 de junio de 2009. El espectáculo en Donington Park se filmó con treinta cámaras. La película de cuarenta y cinco minutos en visiones audibles presenta a Slipknot durante y entre los conciertos en el All Hope Is Gone World Tour. Shawn Crahan afirmó que: «Al entrar y filmar esto, simplemente parecía que no había manera de producirse un error. Iba a estar en los primeros cinco mejores espectáculos de nuestra carrera, y eso es básicamente lo que era: nos bajamos del escenario y los nueve de nosotros sintieron lo mismo, sabíamos que nos destruyeron 80 000 personas. Mirando hacia atrás solo trae lágrimas a mis ojos».
El material se lanzó con una dedicatoria al exbajista de la banda, Paul Gray, que murió de una sobredosis accidental de morfina y fentanilo el 24 de mayo de 2010. Roadrunner Records dijo lo siguiente acerca del lanzamiento del DVD: «Tiene perfecto sentido que la banda... quisiese lanzar (sic)nesses... Todos los espectáculos de Slipknot son memorables, pero este es particularmente memorable, ya que la banda atacó a través de éxitos de todos sus discos de platino. En el escenario es Slipknot en su estado más natural y (sic)nesses te pondrá en la primera fila».
A mediados de septiembre, MSN estrenó la presentación en directo de «Psychosocial». El DVD se estrenó en una colección de cines en los Estados Unidos el 22 de septiembre de 2010, antes de su lanzamiento comercial. Las proyecciones incluían Grauman's Chinese Theatre, Carmike Cinemas, Krikorian Theaters, Rave Motion Pictures, UltraStar Cinemas, Studio Movie Grill, Bow Tie, Santikos Theatres, Alamo Drafthouse Cinema, Emagine Entertainment, Cleveland Cinemas, Cinema Café y the Regent Theater. Crahan asistió al evento de Nueva York el 27 de septiembre como parte de la promoción. Las visitas eran libres y varios premios fueron entregados al azar durante toda la noche en los tres eventos. Crahan afirmó que «(sic)nesses fue una de las obras de arte más difíciles de completar para nosotros, dadas las circunstancias...». Fue mezclado en Miloco Studios en Londres, Inglaterra, y masterizado en Sterling Sound en Nueva York.

## Recepción

### Crítica
El álbum recibió reseñas positivas de los críticos musicales. Roadrunner Records declaró: «La actuación fue absolutamente eléctrica, en la moda típica de Slipknot, especialmente desde que entró pisando los talones de uno de los años más fuertes en la ilustre carrera de Slipknot». Rick Florino de Artistdirect le dio cinco estrellas de cinco, y comentó: «Es una colección espeluznante, atractiva y absolutamente fascinante de viñetas violentamente vibrantes mostrando la mejor banda de metal del siglo XXI en la cima de su juego y género». Además, indicó que las visiones audibles eran «una desconcertante e inolvidable mirada a la banda en rápidas viñetas psicodélicas». Scott Alisoglu de Blabbermouth.net le otorgó al álbum ocho estrellas y media de diez. Lo llamó el «último homenaje» al bajista Paul Gray. También señaló que cosas como la pantalla de ecos controlados, el público de 80 000 personas, sus actuaciones energéticas de las canciones de su primer álbum, y los «himnos inolvidables» como «Before I Forget» y «Psychosocial» se reunieron para «recordar a los negativistas y los admiradores», y que «Slipknot tiene una escasez de rivales cuando se trata de actuaciones en directo». El sitio web Hipersonica elogió el DVD, y sostuvo que «esta película musical es histórica y sigan o no con su andadura los de Des Moines, ya nada volverá a ser antaño». Asimismo, felicitó la portada del DVD.

### Comercial
En su primera semana, (sic)nesses vendió 9300 copias en los Estados Unidos, por lo que debutó en el puesto número uno de la lista de Billboard Top Music Videos. El 22 de noviembre de 2010, la Recording Industry Association of America (RIAA) lo certificó con disco de oro, por la venta de 100 000 copias en dicho país. Del mismo modo, en la semana 40 del año 2010, el álbum entró al número uno de la lista de DVD de Finlandia, mientras que en el Reino Unido, también debutó en la primera posición, el 9 de octubre. En Suecia, sin embargo, solo llegó al segundo lugar, el 8 del mismo mes. Permaneció cinco semanas en el conteo, y descendió el 5 de noviembre. Por otro lado, en España, entró por primera vez en la edición del 29 de septiembre del mismo año, en el número diez, mientras que, en Austria, debutó y ocupó el cinco, y permaneció solo dos semanas en el conteo. Similarmente, llegó al cuatro en la lista de DVD de Dinamarca, y, asimismo, estuvo una edición allí. Sin embargo, en Alemania, debutó y alcanzó el número cincuenta y ocho, el 11 de octubre de 2010, y permaneció solo una semana en la lista.

## Contenido
El contenido del DVD puede ser verificado desde el sitio web oficial de la banda y las notas del álbum. Una versión Blu-ray se puso a la venta el 31 de julio de 2012.

### Disco 1
Cortometraje
- Visiones audibles de (sic)nesses - una película de cuarenta y cinco minutos dirigida por M. Shawn Crahan.
- «Paul Gray Interview»
- «Paul Gray Tribute»

### Disco 2
Actuaciones en directo grabadas en el Download Festival de 2009
1. «742617000027»
2. «(sic)»
3. «Eyeless»
4. «Wait and Bleed»
5. «Get This»
6. «Before I Forget»
7. «Sulfur»
8. «The Blister Exists»
9. «Dead Memories»
10. «Left Behind»
11. «Disasterpiece»
12. «Vermilion»
13. «Everything Ends»
14. «Psychosocial»
15. «Duality»
16. «People=Shit»
17. «Surfacing»
18. «Spit It Out»

Vídeos musicales
1. «Psychosocial»
2. «Dead Memories»
3. «Sulfur»
4. «Snuff»

Making-of
1. «Snuff»

Fuentes: Hipersonica, Evenpro, Terra Networks, El Portal del Metal, Roadrunner Records, Blabbermouth.net, sitio web oficial de Slipknot y Discogs.

## Listas y certificaciones
| País (Lista)   | Posición |
| -------------- | -------- |
| Alemania       | 58       |
| Austria        | 5        |
| Dinamarca      | 4        |
| España         | 10       |
| Estados Unidos | 1        |
| Finlandia      | 1        |
| Reino Unido    | 1        |
| Suecia         | 2        |

| País (organismo certificador) | Certificación |
| ----------------------------- | ------------- |
| Estados Unidos (RIAA)         | Platino       |

## Créditos y personal
Aparte de sus nombres legales, los miembros de la banda se conocen por números de cero a ocho.
| Slipknot - (#0) Sid Wilson: giradiscos - (#1) Joey Jordison: batería - (#2) Paul Gray: bajo y corista - (#3) Chris Fehn: percusión personalizado y corista - (#4) Jim Root: guitarras - (#5) Craig Jones: sampler, samples y teclados - (#6) Shawn Crahan: percusión personalizado y corista - (#7) Mick Thomson: guitarras - (#8) Corey Taylor: voz | Equipo de producción - Monte Conner: A&R - P.R. Brown: director de vídeos musicales y fotografía - Shawn Crahan: codirector de «Snuff» y visión audible de (sic)nesses, arte de tapa y fotografía - Ruary Macphie: director del concierto - John Probyn: director del Download Festival - Neil Zaugg: productor - Mike Kaufman: productor del concierto - Ted Jensen: masterización de audio del concierto - Colin Richardson: Mezcla de sonido en concierto - Martyn «Ginge» Ford: mezcla de audio en concierto - Michael Rossow: edición | Equipo de producción (Cont.) - Jarrad Hearman: asistente de mezcla de audio del concierto - Ryan Martin: ingeniero de la interfaz de audio de DVD - Bobby Tongs: cinematografía de visiones audibles de (sic)nesses y fotografía - Scott Kaven: cinematografía de visiones audibles de (sic)nesses - Lora Richardson: coordinación - Cory Brennan: administración - Jaison John: asistente de administración - Scott Kaven: diseño de DVD - Michael Boland: diseño de manga - Andy Copping: promotor del Download Festival - John Jackson: reserva - Rick Roskin: reserva |

Fuentes: notas del álbum y Discogs.